# 永昌寺 (関市小瀬)
永昌寺（えいしょうじ）は岐阜県関市小瀬にある釈迦如来を本尊とする曹洞宗の寺院で、山号は松尾山。中濃八十八ヶ所霊場21番札所である。
享禄元年（1528年）に木曽義仲の裔にして小瀬鵜飼の鵜匠の祖である足立新兵衛を開基、快庵妙慶を開山に迎え小瀬杉洞に関龍泰寺から建物を移し清伝庵として創建された。後に法地に昇格して永昌寺と寺名を改めている。享保13年（1728年）7月に旧境内地から300m西の現在地に移った。境内には樹齢450年を超える銀杏の老樹があり、関市により天然記念物に指定されている。また、本堂西には松尾稲荷が祀られ、6月にはその祭礼が行われている。